# XP-9 (航空機)
XP-9
- 用途：戦闘機
- 製造者：ボーイング
- 運用者：アメリカ陸軍航空隊
- 初飛行：1930年11月18日
- 生産数：1機

ボーイング XP-9は、アメリカのボーイング社で製作された、アメリカ陸軍航空隊最初の単葉戦闘機。ボーイング社内呼称「モデル96」。本機に導入された洗練された改良構造は、後のボーイングの設計に影響を与えた。1機だけ作られた試作機はパイロットの下方視界が不十分で、安定性にも問題があったため、計画はキャンセルされた。

## 設計と開発
XP-9は、アメリカ陸軍の単葉戦闘機の要求に応じて1928年に設計された。航空機設計における本機の意義は、その後の航空機の標準となるセミモノコック構造であった。ボーイングは当時の自社の複葉戦闘機P-12にXP-9の構造の特徴を取り入れ、XP-9に類似したセミモノコック構造の金属胴体を持つP-12Eを製作した。また、P-12Cの降着装置のアレンジは、XP-9に最初に試みられたものを生産仕様に適用したものである。

## 運用歴
A 028-386と書かれたXP-9試作機は1930年11月18日に初飛行した。仕様書には印象的な数字が並んでいたが、胴体の上、パイロット席のすぐ前に置かれた巨大な主翼（翼弦が6フィートもあった）が下方視界を遮り、単純な着陸操作にも危険を及ぼすことが直ちに明らかとなった。ライトフィールド陸軍試験センターのテストパイロットは、XP-9の安定性の不足が極めて重大であり、垂直尾翼の増積が直ちに必要であることに気づいた。 大型化した金属外皮の垂直尾翼が用意されたが、見るべき改善は得られず、この修正されたXP-15は、わずか15時間のテスト飛行ののち、1931年8月、地上での教育用の機体（教材）として使われることになった。

## 各型解説
- XP-9 - 社内呼称モデル96、1機のみ
- Y1P-9 - P-12Dの契約の下で5機の試作を行うというオプション。不採用。[4]
- XP-15 - XP-9の垂直尾翼更新の後に与えられた記号。[4]

## 使用者（計画）
- アメリカ合衆国 - アメリカ陸軍

## 要目（XP-9）
- 乗員： 1
- 全長： 25 ft 1.75 in （7.66 m）
- 全幅： 36 ft 6 in （11.13 m）
- 全高： 7 ft 10.25 in （3 m）
- 翼面積： 210 ft2 （19.51 m2）
- 空虚重量： 2,669 lb （1,211 kg）
- 最大離陸重量： 3,623 lb （1,643 kg）
- エンジン： カーチス SV-1570-15 コンカラー （600 hp） ×1
- 最高速度： 185 knots （213 mph、343 km/h）
- 巡航速度： 156.4 knots （180 mph、290 km/h）
- 航続距離： 369カイリ （425マイル、684 km）
- 上昇限度： 26,800 ft （8,170 m）
- 上昇力： 1,560 ft/min （7.9 m/秒）
- 武装： 機関銃 2挺（7.62 mm、12.7 mm 各1）、爆弾125ポンド

## 参考図書
- Eden, Paul and Moeng, Soph. The Complete Encyclopedia of World Aircraft. London: Amber Books Ltd., 2002. ISBN 0-7607-3432-1.
- Pedigree of Champions: Boeing Since 1916, Third Edition (booklet). Seattle, WA: The Boeing Company, 1969.